# 華廈置業
華廈置業有限公司，簡稱華廈置業（英語：Wah Ha Realty Company Limited），在1961年由已故鍾江海（「香港電競之父」鍾培生之祖父）創立，屬怡華益新集團附屬機構，主要業務投資控股、物業投資及管理。該公司曾經在香港上市，其上市地位於2024年4月11日已被取消。

## 部分旗下物業

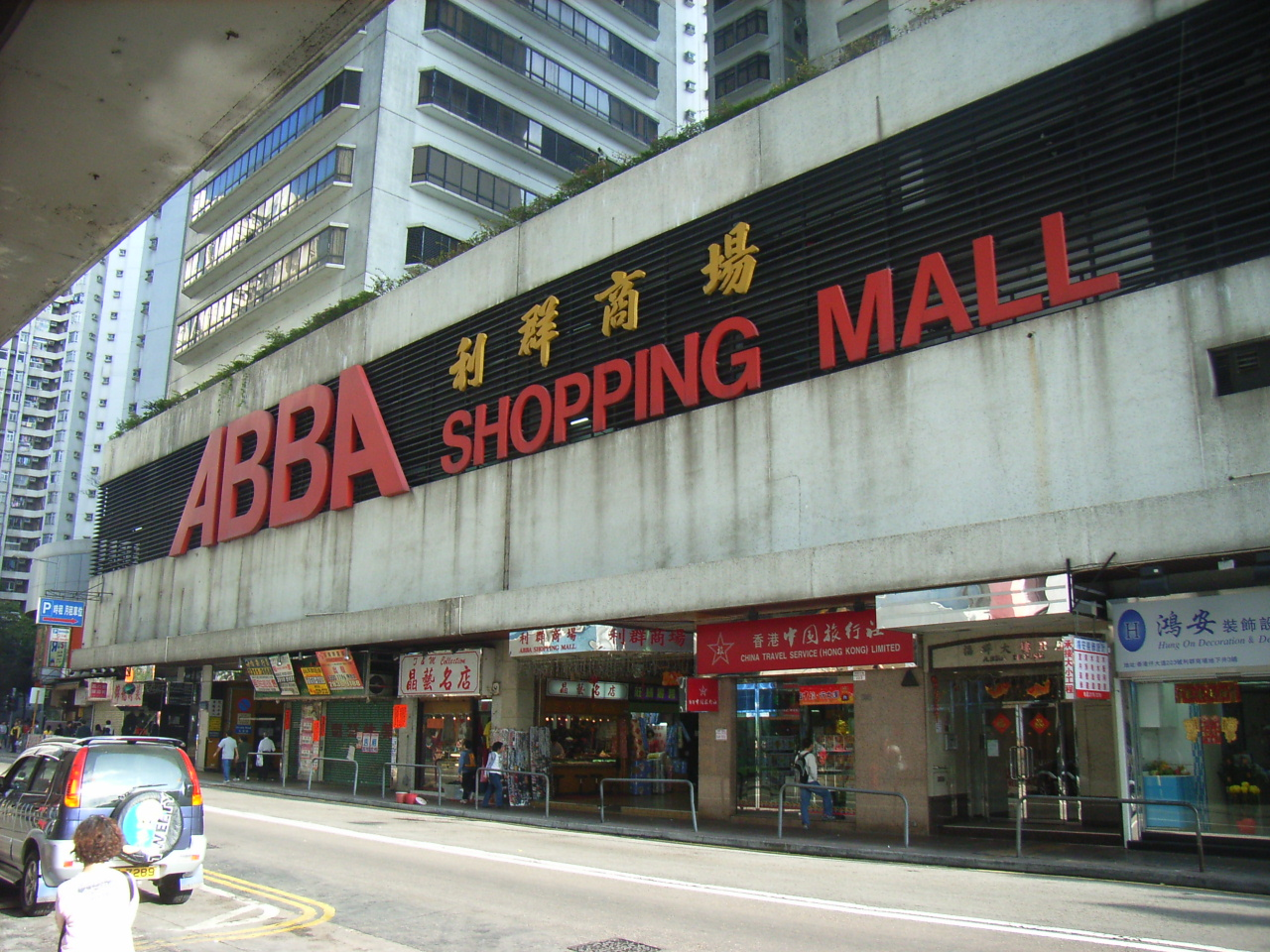
香港仔利群商業大廈
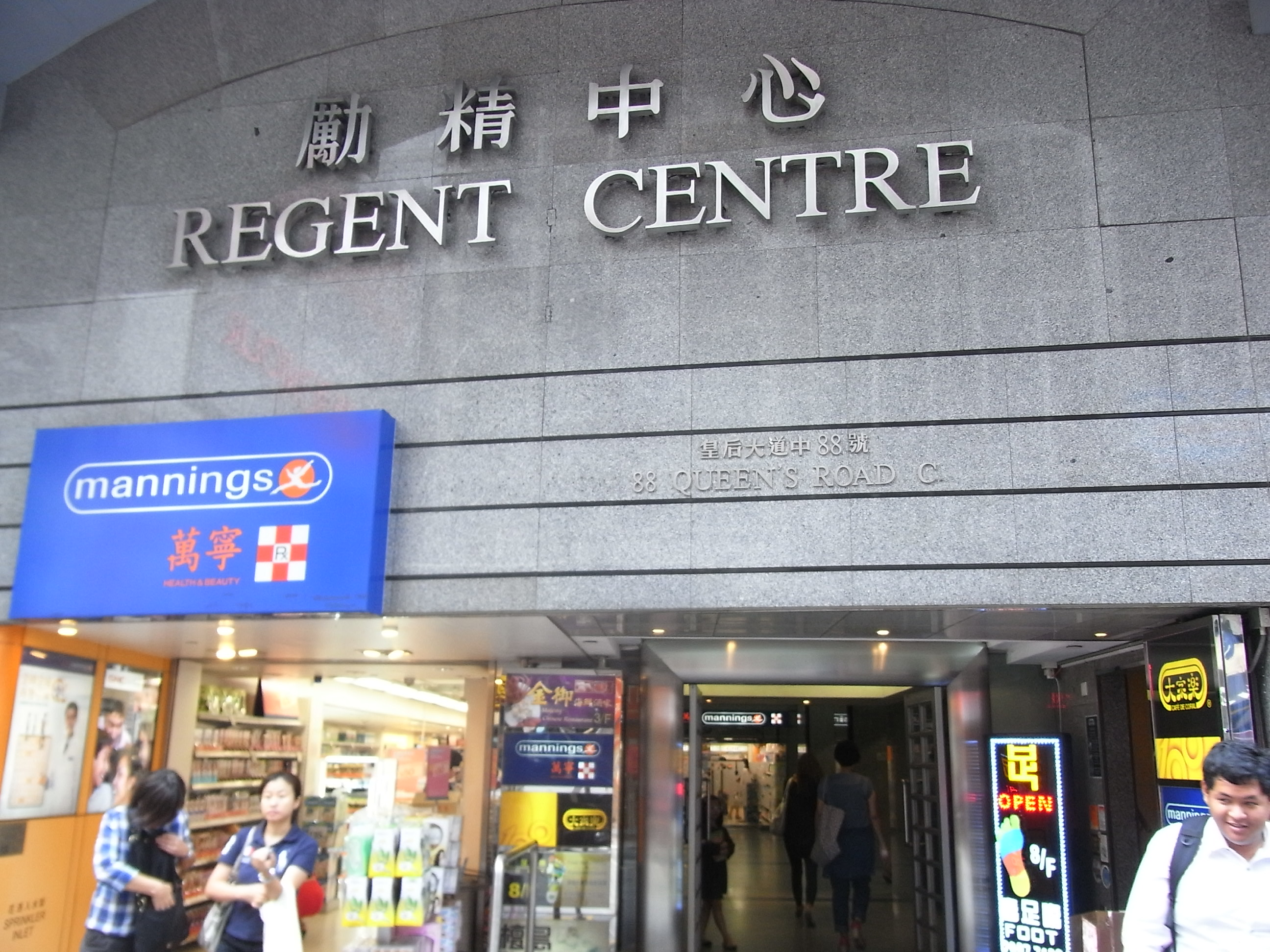
中環勵精中心
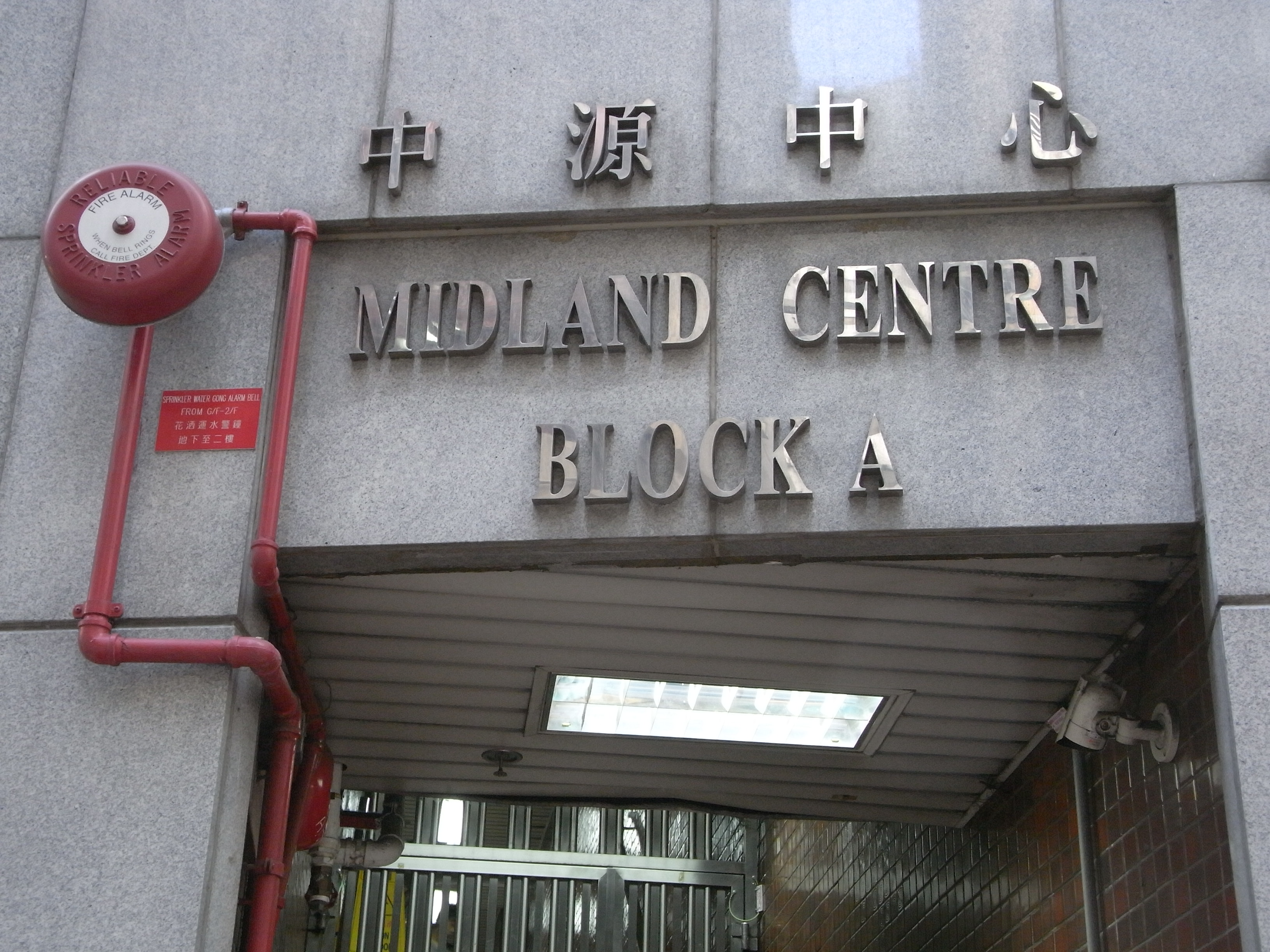
上環中源中心
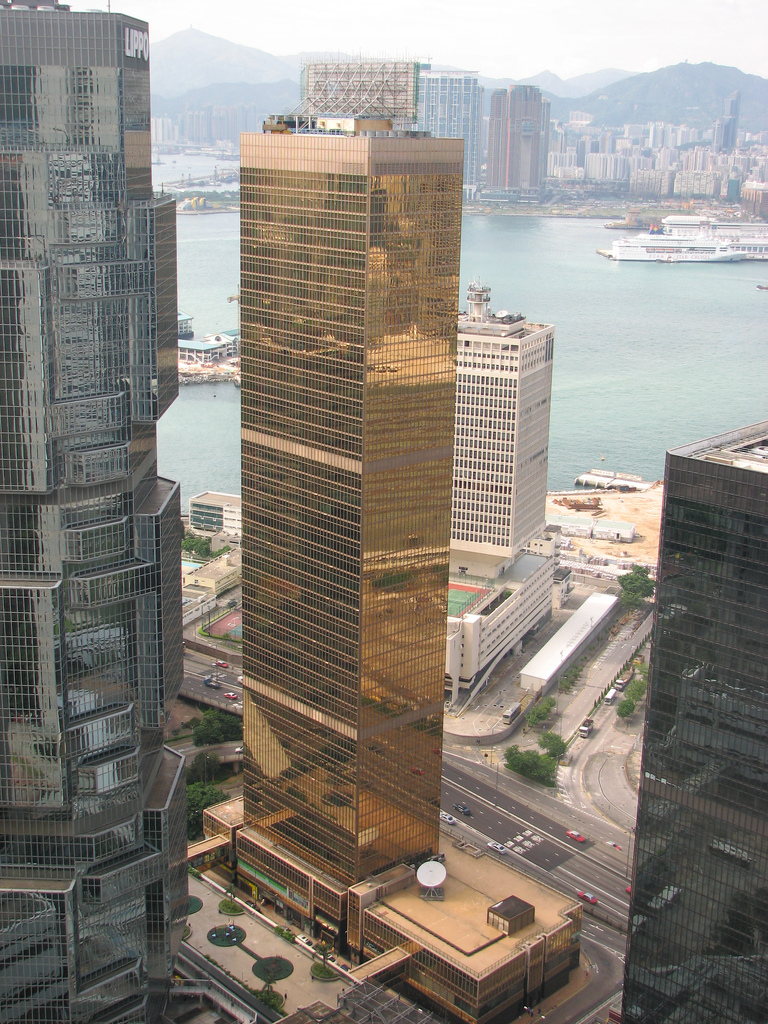
金鐘遠東金融中心（已轉售）
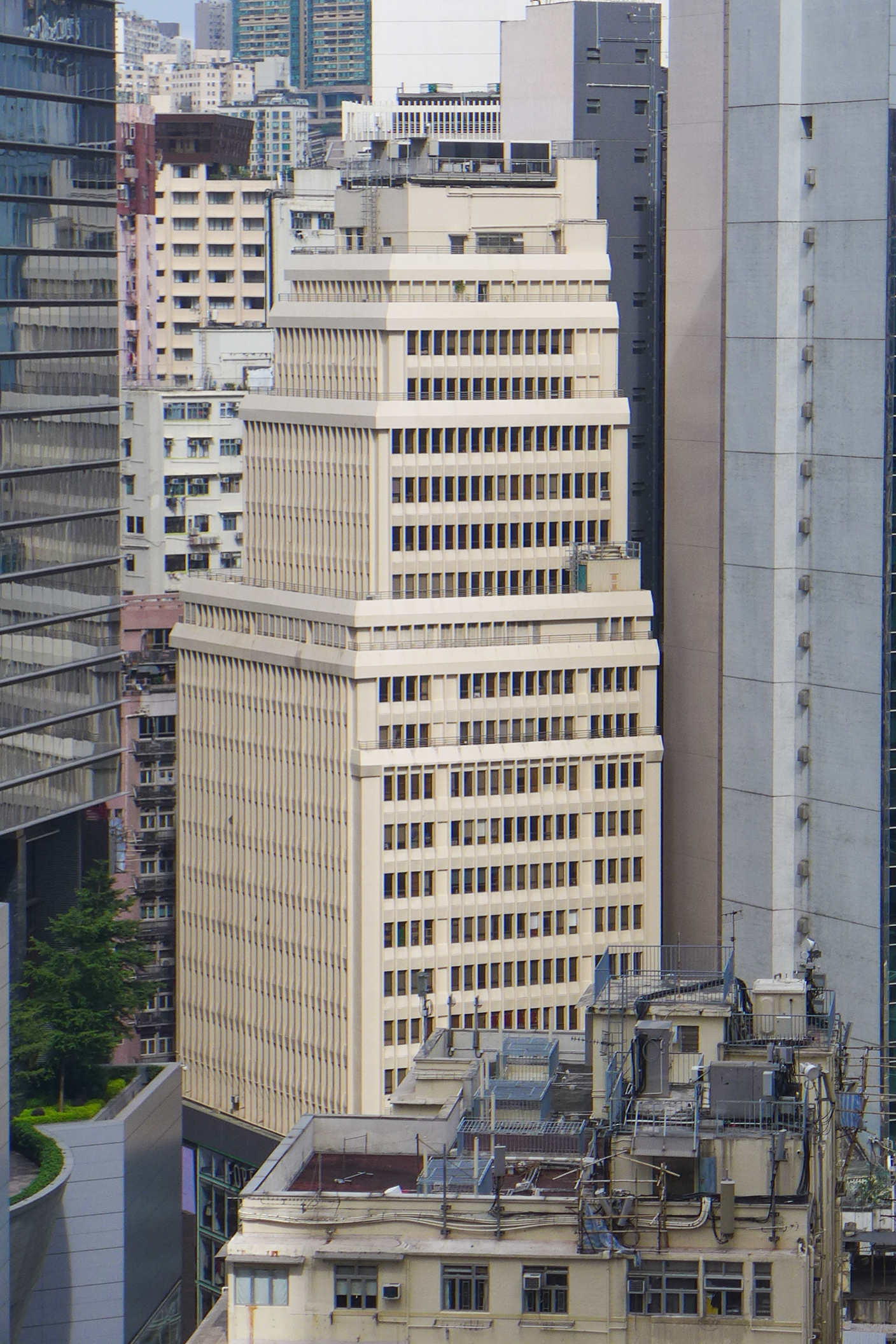
銅鑼灣京華中心
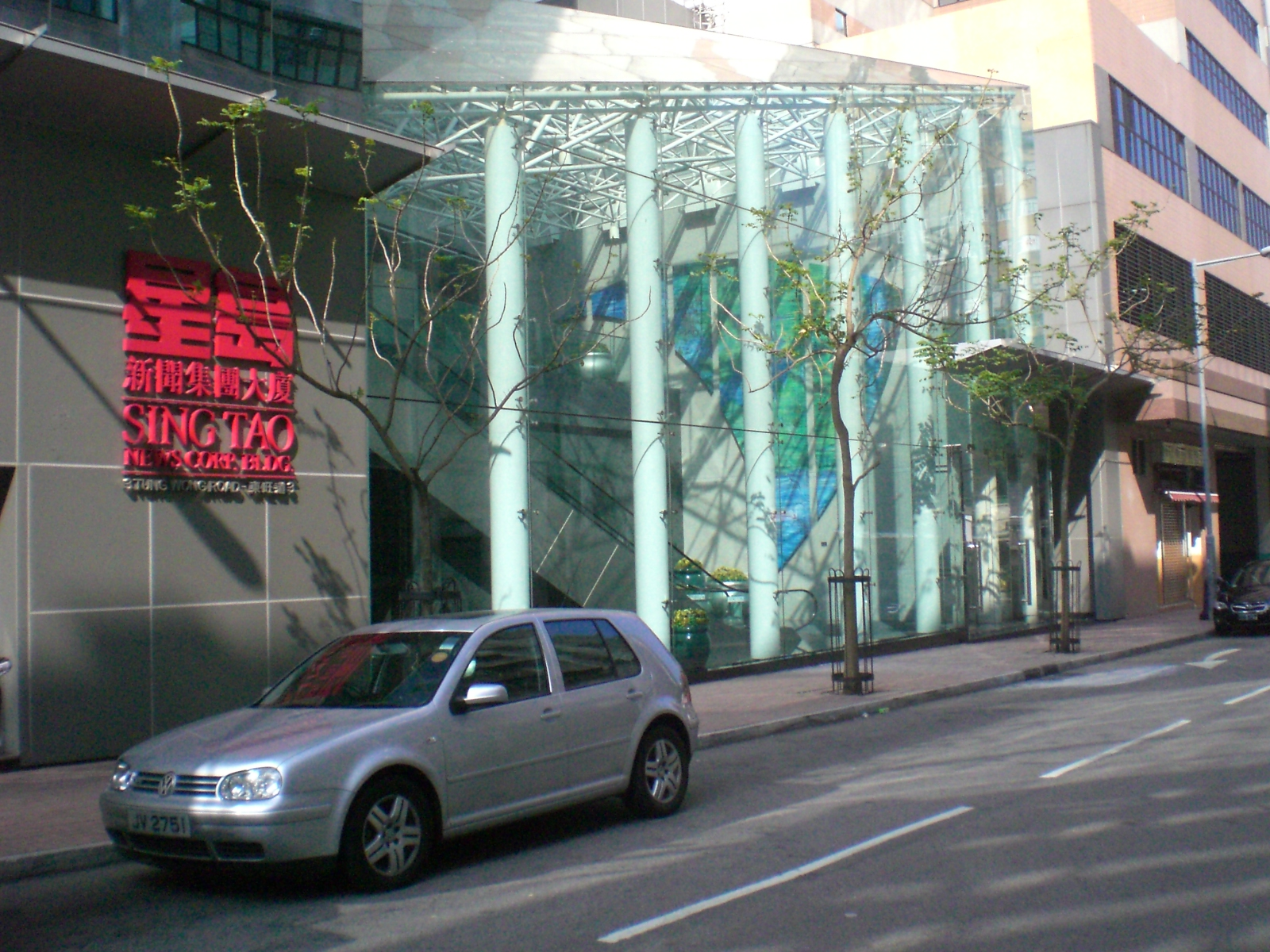
香港島東區星島新聞集團大廈舊總部

## 董事局
至於董事會及高級管理層內，基本上也是家族成員的：
s

### 非執行董事
- 何約翰
- 伍國棟

### 獨立非執行董事
- 林漢強、陳煥江、蘇洪亮，朱永亮。

## 連結
- WahHa.com （页面存档备份，存于）